# محاولة انقلاب 1961 في لبنان
كانت محاولة انقلاب 1961 في لبنان محاولة انقلاب قمعية في لبنان قادها الحزب السوري القومي الاجتماعي ليلة رأس السنة الجديدة. قاد اثنان من أعضاء الحزب السوري القومي الاجتماعي في لبنان، من قادة سرايا في الجيش اللبناني، محاولة انقلاب خاطفة فاشلة ضد الرئيس فؤاد شهاب في اليوم الأخير من 1961، بدعم من حوالي 200 عضو مدني في الحزب السوري القومي الاجتماعي. حللت الأدبيات العلمية وقوع الانقلاب كونه نابع من تفضيل الحزب لنهج العنف (الرصاص خير من أوراق الاقتراع)، والإحباط من إقصاء الدولة اللبنانية، والانتقادات السياسية والعسكرية لحكم فؤاد شهاب.
وقد نتج عن ذلك تجدد حظر الحزب وسجن العديد من قادته. بقي معظم نشطاء الحزب المعروفين في السجن أو المنفى حتى صدور عفو عام عنهم في 1969. أعاد الحزب تأييده للقومية العربية في 1969.

## خطة الانقلاب
سار الانقلاب بأكمله وفق خطة معيوبة التنسيق وأوامر متضاربة. اُختير توقيت الانقلاب باعتباره التاريخ الأمثل للتنفيذ، نظراً لأن العديد من الضباط سيكونون خارج الخدمة أو في إجازة عطلة ليلة رأس السنة الجديدة.
وتضمنت الخطة السيطرة على وزارة الدفاع الوطني واعتقال فؤاد شهاب. وانتشرت فرق مدنية مسلحة مكونة من أعضاء الحزب السوري القومي الاجتماعي في لبنان في جميع أنحاء بيروت للتواصل مع وحدات الانقلابيين العسكرية والتي تضمنت دعم حوالي 200 عضو مدني في الحزب السوري القومي الاجتماعي. وترأس المحاولة شوقي خيرالله وأنطون سعد وفؤاد عوض وعبد الله سعادة والد السياسي الحالي سليم سعادة.

## التداعيات
هرع مستشارو شهاب، الذين زُعم أنهم شهدوا أنصار الحزب السوري القومي الاجتماعي المسلحين وهم يتجمعون حول المناطق الوسطى من بيروت، إلى القصر الرئاسي لإبلاغ شهاب بالانقلاب. وأدى ذلك إلى تجديد الحظر وسجن و/أو إعدام العديد من قادة الحزب السوري القومي الاجتماعي – لبنان. بقي معظم نشطاء الحزب المعروفين في السجن أو المنفى لغاية صدور عفو عام عنهم في 1969. أعاد الحزب تبنيه للقومية العربية في 1969.

## وصلات خارجية
- ملفات وقضايا، إسكندر شاهين - الديار
- انقلابات في لبنان أهملتها كُتب التاريخ - النهار